# Les Palanquetes
Les Palanquetes és una serra situada al municipi de Vallcebre a la comarca del Berguedà, amb una elevació màxima de 1.359 metres.